# Stephan Maninger
Stephan Rainer Maninger (* 23. November 1967, auch Stefan Maninger, Stephen Manninger) ist ein deutsch-südafrikanischer Entwicklungswissenschaftler und Sachbuchautor sowie Professor für Sicherheitspolitik.
2021 wurde durch eine Recherche von Ippen Investigativ Maningers Verbindung zum Rechtsextremismus publik. Er publizierte in der rechtskonservativen Zeitung Junge Freiheit und war Gründungsmitglied des Trägervereins des Instituts für Staatspolitik. In der Folge forderten mehrere Parteien im Bundestag hierzu Aufklärung. Die Bundespolizeiakademie zog Maninger aus der Lehre ab, stellte aber auch nach einer internen Untersuchung Mitte 2022 kein „straf- und/oder disziplinarrechtlich relevantes Fehlverhalten“ fest. Ende 2022 veröffentlichte die Gewerkschaft der Polizei eine Erklärung, in der sie sich gegen „rechtspopulistische Äußerungen“ von Maninger positioniert. Am 18. Januar 2023 folgte eine Kleine Anfrage der Fraktion Die Linke im Bundestag zu neuen Erkenntnissen über Maningers Publikationen. Am 15. Februar 2023 veröffentlichte die Tagesschau, dass die Aktivitäten Maningers durch den Verfassungsschutz überprüft werden. Seit Januar 2025 ist er erneut im Lehrbetrieb der Bundespolizeiakademie eingesetzt.

## Leben in Südafrika
Maninger wuchs in Südafrika auf und arbeitete als Journalist in Lesotho, Botswana, Eswatini, Namibia und Angola.
Er studierte Entwicklungswissenschaft (Ontwikkelingstudies) an der Randse-Afrikaanse-Universiteit in Johannesburg und schloss sein Studium 1995 mit einer Masterarbeit über The conflict between ANC and IFP supporters and its impact on development in Kwazulu-Natal ab. Drei Jahre später folgte seine Promotion ebendort, ebenfalls im Fach Entwicklungswissenschaft (Ontwikkelingstudies). Die Arbeit mit dem Titel A Volkstaat as an ethnic conflict regulator: evaluation of the Volkstaat Council proposals ist in zwei südafrikanischen Universitätsbibliotheken nachgewiesen und nicht als Buch verfügbar.
Im Zeitraum von 1993 bis 1994 war er Pressesprecher der Afrikaner Volksfront (AVF) und der Freedom Front, zweier konservativer politischer Gruppen in Südafrika.

## Tätigkeit in Deutschland
Maninger schreibt in unregelmäßigen Abständen für verschiedene englisch- und deutschsprachige Fachzeitschriften und Jahrbücher, unter anderem für die Österreichische Militärische Zeitschrift, die African Security Review und das Jahrbuch Öffentliche Sicherheit. Beiträge erschienen darüber hinaus in den Texten der Arbeitskreise Sicherheitspolitik an Hochschulen (Wissenschaft & Sicherheit). Ebenfalls veröffentlichte er im Geschichtsmagazin Damals sowie in „Das Ostpreußenblatt“ – seit 2003 benannt als die Preußische Allgemeine Zeitung. Auch publizierte Maninger zu sicherheitspolitischen Themen.
Er war unter anderem Lehrbeauftragter an der Universität der Bundeswehr München, am Historischen Institut der Friedrich-Schiller-Universität Jena, Dozent an der Hochschule der Bundesagentur für Arbeit am Standort Schwerin sowie an der Bundespolizeiakademie. Er lehrt ab 2019 als W3-Professor für Sicherheitspolitik an der Hochschule des Bundes für öffentliche Verwaltung, Fachbereich Bundespolizei, in Lübeck. 2023 lag sein Schwerpunkt auf der Forschung. Dabei war laut Aussage der Bundespolizei unbekannt, in wessen Auftrag oder zu welchen Themen er forscht.
Ab Bekanntwerden der Rechtsextremismusvorwürfe gegen ihn unterrichtete Maninger zunächst nicht mehr: „Auf eigenen Wunsch ist Prof. M. vorübergehend von der Lehre befreit“. Ab Januar 2025 unterrichtete Manninger wieder an der Bundespolizeiakademie.

## Kontroversen

### Rechtsextremismusvorwürfe
Im August 2021 berichtete das ehemalige Nachrichtenportal BuzzFeed News nach einer Recherche der Journalisten Marcus Engert und Aiko Kempen von Ippen Investigativ über Stephan Maningers „rechte Vergangenheit“. Dazu gehörte seine Tätigkeit als Mitgründer des Institut für Staatspolitik (IfS) und dessen Umfeld. Zu diesem Vorwurf teilte sein Anwalt mit, „sein Mandant habe nicht dem ‚Institut für Staatspolitik‘, sondern dessen Träger ‚Verein für Staatspolitik‘ angehört – ‚wenige Monate‘“. Sein Austritt aus dem Trägerverein des IfS im Jahr 2001 wurde durch die Ermittlungen der Innenrevision bestätigt.
Zuhörende seiner Vorträge sollen teilweise zum späteren Umfeld des Nationalsozialistischen Untergrunds (NSU) gehört haben. Maninger bestritt über seinen Anwalt, Ralf Höcker, vor der Erwähnung durch Journalisten Kenntnis davon gehabt zu haben. Darauf leitete die Bundespolizeiakademie, an der Maninger zu diesem Zeitpunkt lehrte, eine Untersuchung zu dessen Rolle in Südafrika sowie zu seiner Verbindung zum Institut für Staatspolitik ein. Mitglieder des Parlamentarischen Kontrollgremiums, das sich mit Fragen zu diesem Thema an die Bundesregierung gewandt hatte, äußerten Kritik an der unzureichenden Prüfung der politischen und wissenschaftlichen Positionen Maningers im Zuge seiner Berufung zum Professor.
Sowohl das Landgericht Köln als auch das Oberlandesgericht Köln bestätigten, dass es sich bei der Berichterstattung um Tatsachenberichte und nicht um Verdachtsberichterstattung handele. Maningers Versuche, seine namentliche Nennung oder die Berichte über seine Nähe zum NSU-Unterstützerumfeld gerichtlich untersagen zu lassen, waren damit gescheitert.
Im Dezember 2021 informierte die Bundespolizeiakademie, dass sie die interne Untersuchung zu ihrem Mitarbeiter Maninger beendet habe und er entlastet worden sei. Laut Spiegel sei im Rahmen der Untersuchung kein „straf- und/oder disziplinarrechtlich relevantes Fehlverhalten“ festzustellen gewesen. Bundespolizeipräsidium und Bundesinnenministerium äußerten sich nicht zum Ausgang der Untersuchung. Laut Bericht solle Maninger „weiter als Professor an der Schule arbeiten [...], aber ohne Lehrauftrag, wie schon in den vergangenen Monaten“. Friederike Grabitz betonte in der Tageszeitung (Taz), dass die Vorwürfe, Maninger habe rechtsgerichtete Organisationen unterstützt und entsprechendes Gedankengut geteilt, bestehen blieben.
Seit Ende 2022 ermittelt das Bundesamt für Verfassungsschutz gegen Maninger.

### Homophobievorwürfe
Laut Presseberichterstattung soll Maninger im Rahmen seines Unterrichtes am Fachbereich Bundespolizei die Ehe für Alle mit der Möglichkeit gleichgesetzt haben, bald auch sein Hausschwein heiraten zu können. Er ließ dies zunächst durch seinen Anwalt bestreiten und bezeichnete derlei Aussagen als „menschenverachtend“. Laut internem Untersuchungsbericht der Bundespolizei hat Maninger diese Äußerung, die gegenüber Studierenden des 74. Studienjahrgangs gefallen ist, eingeräumt: „Es steht zweifelsfrei fest, dass Herr Prof. Dr. Maninger sinngemäß eine derartige Äußerung getätigt hat; dies wird auch von ihm selbst eingestanden.“ Laut Bericht der Innenrevision fügte Maninger ergänzend hinzu, er habe „lediglich erklären wollen, dass sich die Gesellschaft ständig im Wandel befinde. Es solle als klare Überspitzung ohne Wertung verstanden werden“. Zudem hielt der Bericht fest, dass die Einordnung gegebenenfalls „auch in der subjektiven Wahrnehmung jedes Einzelnen“ liegen würde. Konsequenzen daraus hat die Bundespolizei nicht gezogen.

## Schriften (Auswahl)
- Der Tod ist ein Meister aus Afrika. Krisenkontinent: Schlechtes Gewissen und naive Idealisierung verstellen Blick auf Realitäten. 1997, In: Junge Freiheit, H. 28, 4. Juli 1997, 8.
- Ethnische Konflikte entlang der Entwicklungsperipherie (= Ordo inter nationes. Band 6). Institut für Internationale Politik und Völkerrecht, Universität der Bundeswehr München, München 1998.
- Kosovo. Eine Frage der Lehre (= Ordo inter nationes. Band 9). Institut für Internationale Politik und Völkerrecht, Universität der Bundeswehr München, München 1999.
- Hrsg. mit Dagmar Lück-Schneider: Wissensmanagement. Eine interdisziplinäre Betrachtung (= Schriftenreihe der Fachhochschule des Bundes für öffentliche Verwaltung. Nr. 48). Fachhochschule des Bundes für Öffentliche Verwaltung, Brühl 2006, ISBN 978-3-938407-14-1.
- In Helena Carreiras, Gerhard Kümmel: Women in the Military and in Armed Conflict (= Schriftenreihe des Sozialwissenschaftlichen Instituts der Bundeswehr. Band 6). 1. Auflage. VS Verlag für Sozialwissenschaften, Wiesbaden 2008, ISBN 978-3-531-15834-1, Women in Combat: Reconsidering the Case Against the Deployment of Women in Combat-Support and Combat Units, S. 9–27 (englisch, eingeschränkte Vorschau in der Google-Buchsuche).
- Operative Hemmnisse für westliche Sicherheitskräfte im Zeitalter multipler Bedrohungsszenarien. 2009, In: Österreichische Militärische Zeitschrift (ÖMZ), H. 4, 425–436.
- Die verlorene Wildnis. Die Eroberung des amerikanischen Nordostens im 17. Jahrhundert. Verlag für Amerikanistik, Wyk auf Föhr 2009, ISBN 978-3-89510-121-2.
- „Rangers“: Ein Konzept der Aufstandsbekämpfung in Nordamerika von 1676 bis 1850. In: Tanja Bührer/Christian Stachelbeck/Dierk Walter (Hg.): Imperialkriege von 1500 bis heute. Strukturen, Akteure, Lernprozesse, Paderborn u. a. (Schöningh) 2011, S. 325–344, ISBN 3-506-77337-2.
- Der blutige Ohio. Nordamerikas Indianerkämpfer im Kampf um das Ohiobecken 1763–1795. Verlag für Amerikanistik, Wyk auf Föhr 2012, ISBN 978-3-89510-131-1.
- mit Dirk Freudenberg: „Neue Kriege“. Sicherheitspolitische Rahmenbedingungen, Mentalitäten, Strategien, Methoden und Instrumente. Hartmann, Miles-Verlag, Berlin 2016, ISBN 978-3-945861-38-7.
- Dirk Freudenberg, Stefan Goertz, Stephan Maninger: Terrorismus als hybride Bedrohung des 21. Jahrhunderts. Akteure, Mittel und die Notwendigkeit einer modernen Sicherheitsarchitektur in Deutschland. Springer, Wiesbaden 2019, ISBN 978-3-658-20918-6.